# Odili Donald Odita
Odili Donald Odita (* 1966 in Enugu, Eastern Region, Nigeria) ist ein nigerianischer Maler und Installationskünstler.

## Leben
Odita, der der nigerianischen Ethnie der Ibo entstammt, wuchs in Columbus (Ohio) in den USA auf. Er schloss die Klassen in Fach Malerei an der Ohio State University in Columbus mit dem Examen BFA (Bachelor of Fine Arts) mit Auszeichnung ab. Danach ging er an das Bennington College in Bennington (Vermont), wo er 1990 seine Studien mit dem Master of Fine Arts beendete.
Odita lebte 2010 in Philadelphia, Pennsylvania, wo er im Fach Malerei Assistenzprofessor an der zur Temple University gehörenden Tyler School of Art war.

## Werk
Odita arbeitet hauptsächlich mit Ölfarben auf Leinwand, bemalt jedoch auch andere Flächen wie Plexiglas. Ferner kombiniert er bisweilen seine großformatigen Gemälde mit anderen Materialien und schafft so Installationen.
Oditas Arbeiten werden in New York von der Jack Shainman Gallery und in Kapstadt, Südafrika, von der Michael Stevenson Gallery vertreten.

## Ausstellungen
Gruppenausstellungen
- 2007: 52. Biennale di Venezia, Venedig.
- 1997: 2. Johannesburg Biennial, Johannesburg, Südafrika.

Einzelausstellungen
- 2010: Odidli Donald Odita, Contemporary Arts Museum Houston, Houston, Texas, USA.
- 2008: Odili Donald Odita: Third Space, Institute of Contemporary Art, Philadelphia, Pennsylvania, USA.
- 2007: Odili Donald Odita: Equalizer, Studio Museum in Harlem, Manhattan, New York City, USA.